# Glaube an mich
Pour plus de détails, voir Fiche technique et Distribution.
Glaube an mich (en français, Crois-moi) est un film autrichien réalisé par Géza von Cziffra sorti en 1946.

## Synopsis
Le professeur Franz Wiesinger est fiancé à son élève Irene von Weyden beaucoup plus jeune que lui. L'homme de 50 ans qui veut épouser cette femme doute de sa fidélité. Il a donc l'idée de la mettre à l'épreuve pendant ses vacances dans un hôtel de sports d'hiver à la montagne (à l'Arlberg au Tyrol). Il y envoie son neveu pour surveiller de près le comportement de la jeune femme et le lui rapporter. Irène sent le piège et pour se venger de Franz commence à flirter avec son neveu. La plaisanterie devient vite sérieuse, car la jeune femme tombe amoureuse d'un autre homme, un autre client de l'hôtel, nommé Hans Baumann, qui va d'abord dévaler la piste de ski en sa compagnie, puis la raccompagner chez elle. Le professeur est laissé pour compte et doit abandonner sa fiancée le cœur lourd.

## Fiche technique
- Titre : Glaube an mich
- Réalisation : Géza von Cziffra
- Scénario : Géza von Cziffra
- Musique : Anton Profes
- Direction artistique : Gustav Abel
- Photographie : Hans Schneeberger
- Production : Carl Hofer
- Sociétés de production : Löwen-Filmproduktion
- Société de distribution : Sovexportfilm
- Pays d'origine :  Autriche
- Langue : allemand
- Format : Noir et blanc - 1,37:1 - Mono - 35 mm
- Genre : Comédie romantique
- Durée : 80 minutes
- Dates de sortie :
  - Autriche : 22 novembre 1946.
  - Allemagne : 5 avril 1947.

## Distribution
- Marte Harell : Irene von Weyden
- Ewald Balser : Prof. Franz Wiesinger
- Rudolf Prack : Hans Baumann
- Senta Wengraf : Gertie
- Petra Trautmann : Margot
- Erik Walter : Fritz
- Erik Frey : Dr. Moll
- Theodor Danegger (de) : Würfel, le portier de l'hôtel
- Egon von Jordan : Le directeur de l'hôtel
- Rosl Dorena : Veverl
- Kurt Nachmann : Le facteur Toni

## Histoire
Glaube an mich est le premier film autrichien réalisé après la Seconde Guerre mondiale. Le tournage (prises de vue en studio à Vienne-Sievering et extérieures en janvier 1946 à Zürs) a lieu avant celui de Der weite Weg (de). Cependant Der weite Weg est le premier film autrichien sorti après la guerre le 23 août 1946 alors que Glaube an mich sort le 22 novembre 1946.

## Source de la traduction
- (de) Cet article est partiellement ou en totalité issu de l’article de Wikipédia en allemand intitulé « Glaube an mich » (voir la liste des auteurs).